# کی‌تی تانستال
کِی‌تی تانستال (به انگلیسی: KT Tunstall) (زادهٔ ۲۳ ژوئن ۱۹۷۵) خواننده/ترانه‌سرا و گیتاریست اهل اسکاتلند است. او اولین‌بار زمانی مورد توجه قرار گرفت که در شوی تلویزیونی دیروقت… با جولز هالَند ترانهٔ «اسب سیاه و درخت گیلاس» را یک‌نفره اجرا کرد. تانستال در سال ۲۰۰۶ نامزد ۳ جایزهٔ بریت بود که بریت اواردز «بهترین خوانندهٔ زن تک بریتانیایی» را دریافت کرد. او در همان سال برای ترانهٔ «اسب سیاه و درخت گیلاس» یک آیور نوولو دریافت کرد و در سال ۲۰۰۷ هم نامزد یک جایزهٔ گرمی شد.

## سال‌های آغازین
تانستال زادهٔ ادینبروی اسکاتلند است. مادرش دورگهٔ چینی/اسکاتلندی و پدرش از اهالی ایرلند بود. سرپرستی او ۱۸ روز پس از تولدش به یک خانوادهٔ انگلیسی سپرده شد که در سنت اندروز اسکاتلند سکونت داشتند. او هیچ‌گاه پدر واقعی‌اش را ندید. تانستال از سن پایین فراگیری پیانو و فلوت را آغاز کرد، خواندن را با گوش کردن به ترانه‌های الا فیتزجرالد آموخت و در سال‌های نوجوانی نوشتن ترانه‌های خودش را آغاز کرد. در ۱۶ سالگی گیتار را بدون استاد فرا گرفت و به سرودن ترانه‌های عاشقانه پرداخت.
زمانی که با دریافت کمک‌هزینهٔ تحصیلی به مدرسهٔ خصوصی کنت در ایالت کانتیکت رفت، زندگی خارج از ادینبرو را تجربه کرد. پس ازآن بود که کنسرت‌های گروه‌هایی مانند تن‌تاوزند منیاکس و گریتفول دد را از نزدیک دید و اولین گروه‌اش با نام «هَپی کمپرز» را تشکیل داد. تانستال پس از گذراندن یک دورهٔ موسیقی در دانشگاه رویال هالووی لندن، بالاخره پس از چند سال به ادینبرو بازگشت و در آن‌جا همکاری با گروه‌های محلی مانند د بتا بند را تجربه کرد.

## زندگی حرفه‌ای

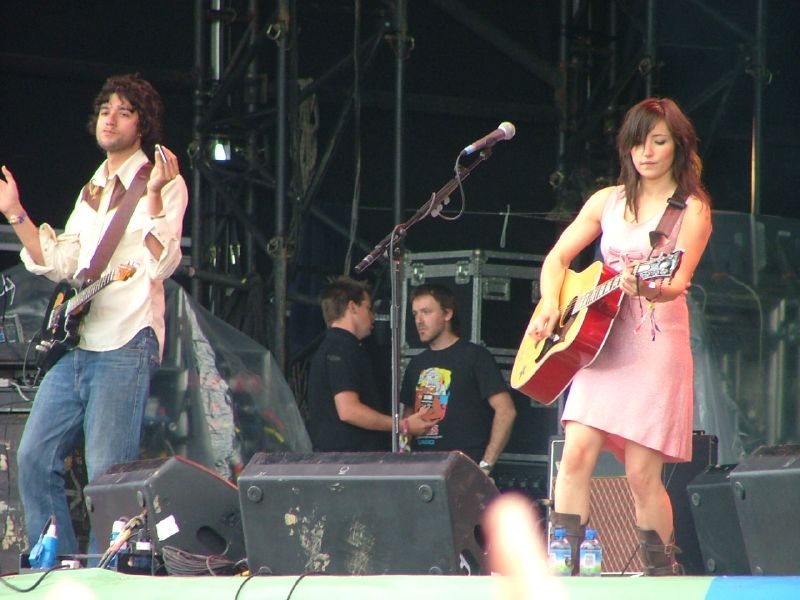
کِی‌تی تانستال در حال اجرای کنسرت

اولین آلبوم تانستال به‌نام چشم بر تلسکوپ در روزهای پایانی سال ۲۰۰۴ منتشر شد. اولین تک‌آهنگ این آلبوم «اسب سیاه و درخت گیلاس» بود که در فوریهٔ ۲۰۰۵ در بریتانیا منتشر شد و در آگوست همان سال در کانادا و آمریکا روانهٔ بازار شد. این ترانه در بریتانیا یکی از موفق‌ترین ترانه‌های سال ۲۰۰۵ بود و به دفعات از ایستگاه‌های رادیویی پخش می‌شد. «اسب سیاه و درخت گیلاس» در زمان انتشارش در آمریکا تا ردهٔ ۲۰اُم بیلبورد ۱۰۰تای برتر صعود کرد و در بریتانیا رتبهٔ ۲۸اُم را به‌خود اختصاص داد. آلبوم چشم بر تلسکوپ نیز در بریتانیا تا ردهٔ سوم جدول پرفروش‌ترین آلبوم‌ها صعود کرد و برای ۹۵ هفته نام‌اش در آن جدول باقی‌ماند. این آلبوم در آمریکا در ردهٔ ۳۴اُم جدول پرفروش‌ترین آلبوم‌های روز آمریکا جای گرفت. از این آلبوم تا سال ۲۰۰۶، ۴ تک‌آهنگ دیگر هم منتشر شد که ترانهٔ «Suddenly I See» بیش از بقیه موفق بود. این ترانه در زمان انتشارش در بریتانیا تا ردهٔ ۱۲اُم پرفروش‌ترین‌ها صعود کرد و برای ۲۲ هفتهٔ متوالی در جمع ۷۵ تک‌آهنگ پرفروش پادشاهی متحد حضور داشت. «Suddenly I See» در زمان انتشارش در آمریکا موفق شد جایگاه ۲۱اُم بیلبورد ۱۰۰تای برتر را به‌خود اختصاص دهد.
دومین آلبوم استودیویی تانستال با نام به‌شدت فوق‌العاده در سپتامبر ۲۰۰۷ منتشر شد که در اسکاتلند تبدیل به پرفروش‌ترین آلبوم آن کشور شد. به‌شدت فوق‌العاده در بریتانیا تا ردهٔ سوم جدول پرفروش‌ترین آلبوم‌ها صعود کرد و به‌مدت ۲۶ هفته (۲۳ هفتهٔ متوالی) در آن جدول حضور داشت. این آلبوم در بیلبورد ۱۰۰تای برتر تا ردهٔ ۹اُم صعود کرد و در کشور کانادا ۱۰اُمین آلبوم پرفروش روز شد. ترانهٔ «صبر کن» در قالب اولین تک‌آهنگ این آلبوم در ژوئیهٔ ۲۰۰۷ در آمریکا و در آگوست همان‌سال در بریتانیا روانهٔ بازار شد. «صبر کن» در بریتانیا تا ردهٔ ۲۱اُم جدول پرفروش‌ترین تک‌آهنگ‌ها صعود کرد و برای ۹ هفتهٔ متوالی در آن جدول باقی‌ماند. «حفظ کردن چهره‌ام» و «اگر فقط» دیگر تک‌آهنگ‌های آلبوم به‌شدت فوق‌العاده بودند که در زمان انتشارشان در بریتانیا به‌ترتیب تا ردهٔ ۵۰ و ۴۵ جدول پرفروش‌ترین تک‌آهنگ‌ها صعود کردند.